# Trilby (film 1915)
Trilby è un film muto del 1915 diretto da Maurice Tourneur. Clarence Brown vi appare come montatore e assistente alla regia. La sceneggiatura di E. Magnus Ingleton si basa sull'omonimo lavoro teatrale di Paul Potter che, a sua volta, prende spunto dal romanzo Trilby di George L. Du Maurier, pubblicato a Londra nel 1894.
Il romanzo fu adattato numerose volte per lo schermo fin dal 1895. Il personaggio di Svengali venne interpretato tra gli altri da Paul Wegener, John Barrymore, Peter O'Toole.

## Trama
A Parigi, la modella Trilby O'Farrell è in procinto di sposarsi con Little Billie, il pittore per il quale posa. Ma la sera in cui dovrebbe essere annunciato il loro fidanzamento, Svengali, un musicista che Trilby ha incontrato nello studio del pittore nel Quartiere Latino, la ipnotizza e la rapisce. La porta quindi in Inghilterra: qui, mette in atto i suoi poteri. Cambia la voce di Trilby, aspra e sgraziata, in una voce d'usignolo, aiutato anche da Gecko, il suo assistente. La nuova cantante ha una voce così meravigliosa che, presto, diventa una celebrità, portando - con le sue esibizioni - molto denaro nelle casse di Svengali.
Little Billie torna in Inghilterra e assiste a uno spettacolo di Trilby. Durante l'intervallo, Svengali, che ha fatto un enorme sforzo per tenere sotto controllo la giovane cantante, crolla morto dal palco. Con la sua scomparsa, sparisce anche la voce magica di Trilby che viene fischiata dal pubblico.
Ma Trilby e il pittore possono finalmente ritornare insieme. Dopo un party tenuto per festeggiare la loro riunione, Billie e i suoi amici - che stanno aspettando l'ascensore - sentono un urlo che proviene dall'appartamento. Si precipitano dentro e trovano Trilby accasciata per terra, morta, davanti a un ritratto a grandezza naturale di Svengali che si riflette in uno specchio.

## Produzione
Il film fu prodotto dall'Equitable Motion Pictures Corporation.

## Distribuzione
Il copyright del film, richiesto dalla Equitable Motion Pictures Corp., fu registrato il 13 settembre 1915 con il numero LU6353.
La prima si tenne il 6 settembre 1915 al Forty-fourth St. Theater di New York, con le musiche di S. L. Rothapfel composte appositamente per il film e l'accompagnamento musicale di un'intera orchestra. Distribuito dalla World Film, uscì poi nelle sale cinematografiche statunitensi il 20 settembre 1915. La World lo rieditò nel 1917 con nuove didascalie in stile art nouveau. Nel 1920, il film venne nuovamente distribuito dalla Republic Distributing Corporation.
Copie della pellicola sono conservate negli archivi della Cineteca del Friuli di Gemona, del Filmmuseum di Amsterdam, dell'UCLA Film and Television Archive di Los Angeles, dell'Academy Film Archive di Beverly Hills e del George Eastman House di Rochester, dove si trova un positivo a 35 mm della versione del 1920. Altre copie in 16 mm si trovano presso collezioni private. La Grapevine Video ha curato un'edizione in VHS del film che, nel 2004, è stato masterizzato e distribuito in DVD sul mercato americano dalla Reelclassicdvd.com.